# Novotjeboksarsk

Stadsvapen.

Novotjeboksarsk (ryska: Новочебоксарск, tjuvasjiska: Çĕнĕ Шупашкар - Tjene Sjupasjkar) är den näst största staden i Tjuvasjien i Ryssland. Den ligger vid floden Volga och anlades år 1960 som en satellitstad till den större staden Tjeboksary, som är belägen några kilometer västerut. Novotjeboksarsk hade 124 869 invånare i början av 2015.